# Harveys Lake
Harveys Lake is een plaats (borough) in de Amerikaanse staat Pennsylvania, en valt bestuurlijk gezien onder Luzerne County.

## Demografie
Bij de volkstelling in 2000 werd het aantal inwoners vastgesteld op 2888. In 2006 is het aantal inwoners door het United States Census Bureau geschat op 2900, een stijging van 12 (0,4%).

## Geografie
Volgens het United States Census Bureau beslaat de plaats een oppervlakte van 16,5 km², waarvan 13,8 km² land en 2,7 km² water. Harveys Lake ligt op ongeveer 378 m boven zeeniveau.

## Plaatsen in de nabije omgeving
De onderstaande figuur toont nabijgelegen plaatsen in een straal van 16 km rond Harveys Lake.